# 御建公園野球場
御建公園野球場（みたてこうえんやきゅうじょう）は、広島県東広島市西条町西条の御建公園内にある野球場である。東広島市が運営管理を行っている。

## 概要
東広島市西条地区の市街地中心部、西条駅の裏手に1924年竣工。元々は御建神社の外苑にあたる場所で、野球場が建設される前は草競馬や盆踊りの会場になっていたという。付近には墓地と斎場がある。
かつてアマチュア野球においては全国高等学校野球選手権広島大会をはじめ高校野球公式戦の試合会場として使用された他、プロ野球・広島東洋カープも球団初期にセ・リーグ公式戦を開催したことがある。だが近年は老朽化が著しく、施設の規模が小さい事もあって次第に稼働機会が減少してきた。
2007年、西条町南側で整備事業が進められている東広島運動公園内に東広島運動公園野球場が竣工したことから、高校野球などのアマチュア公式戦は同スタジアムで開催されるようになり、現在は近隣の広島県立賀茂高校の野球部が練習で使用する他は一般利用が主体となっている。東広島市では近年中に当球場を廃止する意向だが、閉鎖時期は未定である。

## 施設概要
- 両翼：86.3m、中堅：111.5m
- 内野：黒土 外野：天然芝
- 収容人数：600人
- 照明設備：なし
- スコアボード：パネル式（ただしカウント表示は電光式）

## 交通
- JR山陽本線 西条駅から北へ徒歩約10分